# Папа Александар IV
Папа Александар IV (1199/1185 - 25. мај 1261. године) био је на челу католичке цркве од 12. децембра 1254. године до смрти 1261. године.
Рођен као Риналдо од Ђена у Ђену (сада у округ Рима), са мајчине стране био је члан породице де Конти де Сењи, грофови Сење, попут папе Иноћентија III и папе Григорија IX. Његов стриц Григорије IX именује га кардинал ђаконом и заштитником реда фрањеваца основаног 1227. године, био је камерленго Свете римске цркве од 1227. године све до 1231. године као и бискуп у Остији 1231. године (или 1232. године). Постаје председавајући колегије кардинала 1244. године (или 1240. године). По смрти папе Иноћентија IV 1254. године изабран је за папу у Напуљу 12. децембра 1254. године.
Александар IV наслеђује Инноћентја IV као заштитник Конрадина, последњег Хоенштауфена, обећавши му заштиту, али већ за мање од две недеље уротио се против њега и жестоко противећи се Конрадиновом стрицу Манфреду, Александар IV прети екскомуникацијом и изолацијом Манфредове странке али без ефекта. Неуспева да придобије краљеве Енглеске и Норвешке у крсташком рату против Хоенштауфенаца. Сам Рим постаје сувише гибелински за папу, који се повлачи у Витербо, где је и умро 1261. године. Сахрањен је у катедрали Витербо, али му је гроб уништен током реновирања у шеснаестом веку.
Александров понтификат обележен је напорима да се поново постигне јединство источну православну цркаву са католичком црквом, оснивањем инквизиције у Француској, услугама према реду просјака (монашки ред), као и по покушају да организује крсташки рат против Татара после другог напада на Пољску 1259. године.
Непосредно пред своју смрт, Иноћентије IV даје Сицилију, Едмунду, другом сину енглеског краља Хенрија III. Александар потврђује донацију 1255. године, у замену за 2.000 унци злата годишње, службу 300 витезова на три месеца, када је потребно, и 135.541 марака да надокнади папи за новац утрошен у покушају да збаци Манфреда од Сицилије. Хенријеви неуспели покушаји да убеди своје поданике да плате порез којим треба да испуни захтеве Александара били су један од фактора у сукобу између краља и парламента који је кулминирао у другом грађанском рату. Дана 12. априла 1261. године, непосредно пред смрт, Александар издаје папску булу за краља Хенрија, ослободивши га заклетви из Оксфордске одредбе (сматра се првим енглеским уставом).